# უ
Uni (asomtavruli ႭჃ, nuskhuri ⴓ, mkhedruli უ) es la 23ª letra del alfabeto georgiano.
En el sistema de númeración georgiana tiene un valor de 400 como la letra vie.
Uni representa comúnmente la vocal cerrada posterior redondeada /u/ como la pronunciación de u  en "burro".

## Letra
Originalmente eran dos letras separadas de forma similar a a la (ՈՒ ու) armenia, como se observa en asomtavruli (ႭჃ), más tarde se fusionó como Ⴓ. En escritura nuskhuri originalmente se escribía ⴍⴣ y tras la fusión ⴓ.
| asomtavruli | nuskhuri | mkhedruli |
| ----------- | -------- | --------- |
|             |          |           |

## Codificación digital
| asomtavruli | nuskhuri | mkhedruli |
| ----------- | -------- | --------- |
| U + 10B3    | U + 2D13 | U + 10E3  |

## Braille
| mkhedruli |
| --------- |
|           |